# Lycée Vauban (Luxembourg)
 (juin 2013).
Si vous disposez d'ouvrages ou d'articles de référence ou si vous connaissez des sites web de qualité traitant du thème abordé ici, merci de compléter l'article en donnant les références utiles à sa vérifiabilité et en les liant à la section « Notes et références ».
Pour les articles homonymes, voir Vauban (homonymie).
Le Lycée Vauban du Luxembourg était le nom générique donné au Collège et Lycée français du Luxembourg jusqu'en 2017. Dans le cadre du projet de construction d'un campus francophone à Luxembourg, le Lycée Vauban et l'école française du Luxembourg ont fusionné en avril 2017 au sein de Vauban, École et Lycée Français de Luxembourg. Situé au Limpertsberg, quartier de la ville de Luxembourg, jusqu'en 2018, le collège-lycée se trouve depuis février 2018 sur le Ban de Gasperich. L'école française du Luxembourg a, quant à elle, rejoint le campus en septembre 2017. 

## Histoire
En 1984, Monsieur de Crouy-Chanel [Qui ?] se sentant trop éloigné des établissements lorrains, a entrepris de créer un établissement assurant un enseignement post-primaire conforme aux critères de l'Éducation nationale française. Le nouvel établissement scolaire prit le nom de Lycée Vauban en hommage à l'architecte français Sébastien Le Prestre de Vauban qui modernisa les célèbres fortifications de la ville de Luxembourg, lorsque Louis XIV occupa la place forte.
Chaque année au fur et à mesure que les élèves grandissaient, une nouvelle classe voyait le jour. En 1984 s'ouvrit la classe de sixième, en 1985 celle de cinquième, etc. Si bien que pour la première fois, en 1992, des élèves du Lycée présentèrent le baccalauréat. L'expansion du lycée se poursuivit avec l'augmentation de la taille des promotions, ainsi en 1996 la classe de sixième est doublée. Au demeurant, le faible soutien des gouvernements français et luxembourgeois faisait supporter aux parents la plus grande part des coûts de fonctionnement du lycée[réf. nécessaire]. Jusqu'en 2003, l'établissement était conventionné avec l'AEFE.
À la suite d'une loi présentée par Anne Brasseur (ministre de l'Éducation nationale luxembourgeoise) et adoptée en 2003, le Gouvernement luxembourgeois est autorisé à financer les établissements scolaires privés. À partir de cette date, le lycée, tout en restant totalement homologué par le ministère français de l'Éducation nationale, devient « partenaire » de l'AEFE. La plus grande partie des frais de scolarité est financée grâce aux subsides de l'État luxembourgeois, le reste étant à charge des parents.
Malgré un déménagement en janvier 2005, dans des locaux mis à disposition par les autorités Luxembourgeoises, l'espace vient nouveau à manquer. Le lycée se trouve d'ailleurs à un tournant de son existence, le conseil d'administration ayant voté la construction d'un tout nouveau campus, à l'exterieur du Limpersberg. Ce sera l'occasion de créer un campus francophone au Grand-Duché, d'une capacité de quelque 2 200 élèves, regroupant pour la première fois au sein d'une même structure l'enseignement de la maternelle à la terminale. Il sera construit sur un terrain mis à disposition par la Ville de Luxembourg dans le quartier de Gasperich[réf. nécessaire]. Le Gouvernement luxembourgeois contribuera également au financement de ce projet.
Au niveau organisation, le lycée est géré par une association sans but lucratif[réf. nécessaire].
Un conseil d'administration constitué de bénévoles est élu par les membres de l'association (tous parents d'élèves) en assemblée générale pour un mandat de deux ans. C'est ce dernier qui gère le lycée et engage le personnel. Lors de ses réunions, il est assisté par le proviseur, le responsable administratif, le représentant élu des Français du Luxembourg, le conseiller culturel auprès de l'Ambassade de France et le président de l'association des parents d'élèves, sachant que ces derniers n'ont qu'une voix consultative. C'est en 2014 que l'établissement ordonne la construction de deux nouveaux bâtiments : un pour les classes du primaire et un autre pour les classes du secondaire. Et c'est en 2017 que les classes ont déménagé pour passer de 800 à 2600 élèves.

## Les chefs d'établissement successifs
- M. Henri de Crouy-Chanel (FF)
- M. Labouré
- M. Scheitauer (-1999)
- Bernard Vogel (1999-2007)
- Daniel Bourgel (2007-2013)
- Michel Hiebel (2013-2017)
- Evelyne Regniez (2017-2019)
- Anne-Marie Thiebert (2019-2020)
- Marguerite Poupart-Lafarge (2020-Aujourd’hui)

## Le lycée aujourd'hui
Le lycée prépare au baccalauréat général et au baccalauréat technologique section STMG. Le lycée offre également l'option Baccalauréat français international (BFI) en section allemande ou britannique. Le BFI allemand offre un double diplôme baccalauréat et Abitur allemand, accordé par le gouvernement régional de la Sarre (Saarland). 
L'origine des élèves reflète la diversité du Luxembourg, en effet des élèves de 22 nationalités sont scolarisés à Vauban. Ce sont les élèves français qui sont les plus nombreux (499), suivis par les Belges (176), par les Luxembourgeois (71), et d'autres, notamment des Roumains (2 identifiés).
Selon « L'essentiel » du 6 juillet 2012, l'établissement peut se vanter d'un taux de réussite supérieur à 95 % aux épreuves du baccalauréat.
En 2009 et au début de 2010, l'établissement a connu une extension qui double son espace de travail.

## Déménagement à Gasperich
Le secondaire a déménagé mercredi 21 février 2018 au sein du nouveau campus.
L'école française du Luxembourg a, quant à elle, rejoint le campus en septembre 2017.